# TNPO2
TNPO2‏ (Transportin 2) هوَ بروتين يُشَفر بواسطة جين TNPO2 في الإنسان.